# Фёдорово (Ошская область)
Фёдорово (кирг. Федоров) — село в Ноокатском районе Ошской области Кыргызстана. Входит в состав Исановского айылного аймака.

## География
Село расположено в западной части области, на правом берегу реки Косчан, на расстоянии приблизительно 11 километров (по прямой) к востоку от города Ноокат, административного центра района. Абсолютная высота — 1413 метров над уровнем моря.

## Население
Согласно оценочным данным Национального статистического комитета Кыргызской Республики, численность населения села на начало 2023 года составляла 5842 человека.
| год     | 2009 | 2014 | 2015 | 2020 | 2021 | 2023 |
| ------- | ---- | ---- | ---- | ---- | ---- | ---- |
| человек | 4368 | 4967 | 5031 | 5717 | 5805 | 5842 |